# Nam Seung-woo
Nam Seung-woo (sinh ngày 18 tháng 2 năm 1992) là một tiền vệ bóng đá Hàn Quốc hiện tại thi đấu cho Tubize ở Giải bóng đá hạng nhì quốc gia Bỉ.